# Manchester United F.C. mùa bóng 1976–77
Mùa giải 1976–77 là mùa giải thứ 75 của Manchester United trong hệ thống bóng đá chuyên nghiệp Anh và là mùa giải thứ hai liên tiếp của họ ở giải đấu hàng đầu của bóng đá Anh. Họ đã kết thúc mùa giải thứ sáu tại giải đấu và vô địch FA Cup để kết thúc giai đoạn chín năm không có danh hiệu lớn. Bất chấp thành công này, đó là mùa giải cuối cùng của họ dưới sự quản lý của Tommy Docherty, người đã dẫn dắt đội bóng trong 4 năm rưỡi và vực dậy United sau vài năm sa sút. Trong mùa giải gần nhất, anh ta đã bị câu lạc bộ sa thải sau khi tiết lộ mối tình của mình với vợ của nhà vật lý trị liệu của câu lạc bộ.

## First Division
| Ngày       | Đối thủ              | Sân nhà-sân khách | Kết quả | Cầu thủ ghi bàn                     | số lượng khán giả |
| ---------- | -------------------- | ----------------- | ------- | ----------------------------------- | ----------------- |
| 21/8/1976  | Birmingham City      | H                 | 2–2     | Coppell, Pearson                    | 58,898            |
| 24/8/1976  | Coventry City        | A                 | 2–0     | Macari, Hill                        | 26,775            |
| 28/8/1976  | Derby County         | A                 | 0–0     |                                     | 30,054            |
| 4/9/1976   | Tottenham Hotspur    | H                 | 2–3     | Coppell, Pearson                    | 60,723            |
| 11/9/1976  | Newcastle United     | A                 | 2–2     | B. Greenhoff, Pearson               | 39,037            |
| 18/9/1976  | Middlesbrough        | H                 | 2–0     | McAndrew (o.g.), Pearson            | 56,712            |
| 25/9/1976  | Manchester City      | A                 | 3–1     | Coppell, McCreery, Daly             | 48,861            |
| 2/101976   | Leeds United         | A                 | 2–0     | Daly, Coppell                       | 44,512            |
| 16/10/1976 | West Bromwich Albion | A                 | 0–4     |                                     | 36,615            |
| 23/10/1976 | Norwich City         | H                 | 2–2     | Daly (pen.), Hill                   | 54,356            |
| 30/10/1976 | Ipswich Town         | H                 | 0–1     |                                     | 57,416            |
| 6/11/1976  | Aston Villa          | A                 | 2–3     | Pearson. Hill                       | 44,789            |
| 10/11/1976 | Sunderland           | H                 | 3–3     | Hill, Pearson, B. Greenhoff         | 42,685            |
| 20/11/1976 | Leicester City       | A                 | 1–1     | Daly (pen.)                         | 26,421            |
| 27/11/1976 | West Ham United      | H                 | 0–2     |                                     | 55,366            |
| 18/12/1976 | Arsenal              | A                 | 1–3     | McIlroy                             | 39,572            |
| 27/12/1976 | Everton              | H                 | 4–0     | Pearson, J. Greenhoff, Hill, Macari | 56,786            |
| 1/1/1977   | Aston Villa          | H                 | 2–0     | Pearson (2)                         | 55,446            |
| 3/1/1977   | Ipswich Town         | A                 | 1–2     | Pearson                             | 30,105            |
| 15/1/1977  | Coventry City        | H                 | 2–0     | Macari (2)                          | 46,567            |
| 19/1/1977  | Bristol City         | H                 | 2–1     | Pearson, B. Greenhoff               | 43,051            |
| 22/1/1977  | Birmingham City      | A                 | 3–2     | J. Greenhoff, Pearson, Houston      | 35,316            |
| 5/2/1977   | Derby County         | H                 | 3–1     | Macari, Houston, Powell (o.g.)      | 54,044            |
| 12/2/1977  | Tottenham Hotspur    | A                 | 3–1     | Macari, McIlroy, Hill               | 46,946            |
| 16/2/1977  | Liverpool            | H                 | 0–0     |                                     | 57,487            |
| 19/2/1977  | Newcastle United     | H                 | 3–1     | J. Greenhoff (3)                    | 51,828            |
| 5/3/1977   | Manchester City      | H                 | 3–1     | Pearson, Hill, Coppell              | 58,595            |
| 12/3/1977  | Leeds United         | H                 | 1–0     | Cherry (o.g.)                       | 60,612            |
| 23/3/1977  | West Bromwich Albion | H                 | 2–2     | Hill (pen.), Coppell                | 51,053            |
| 2/4/1977   | Norwich City         | A                 | 1–2     | Powell (o.g.)                       | 24,161            |
| 5/4/1977   | Everton              | A                 | 2–1     | Hill (2)                            | 38,216            |
| 9/4/1977   | Stoke City           | H                 | 3–0     | Houston, Macari, Pearson            | 53,102            |
| 1/4/1977   | Sunderland           | A                 | 1–2     | Hill (pen.)                         | 38,785            |
| 16/4/1977  | Leicester City       | H                 | 1–1     | J. Greenhoff                        | 49,161            |
| 19/4/1977  | Queens Park Rangers  | A                 | 0–4     |                                     | 28,848            |
| 26/4/1977  | Middlesbrough        | A                 | 0–3     |                                     | 21,744            |
| 30/4/1977  | Queens Park Rangers  | H                 | 1–0     | Macari                              | 50,788            |
| 3/5/1977   | Liverpool            | A                 | 0–1     |                                     | 53,046            |
| 7/5/1977   | Bristol City         | A                 | 1–1     | J. Greenhoff (pen.)                 | 28,864            |
| 11/5/1977  | Stoke City           | A                 | 3–3     | Hill (2), McCreery                  | 24,204            |
| 14/5/1977  | Arsenal              | H                 | 3–2     | J. Greenhoff, Macari, Hill          | 53,232            |
| 16/5/1977  | West Ham United      | A                 | 2–4     | Hill, Pearson                       | 29,904            |

## FA Cup
| Ngày      | Vòng          | Đối thủ             | Sân nhà-sân khách | Kết quả | Cầu thủ ghi bàn       | Số lượng khán giả |
| --------- | ------------- | ------------------- | ----------------- | ------- | --------------------- | ----------------- |
| 8/1/1977  | Vòng 3        | Walsall             | H                 | 1–0     | Hill                  | 48,870            |
| 29/1/1977 | Vòng 4        | Queens Park Rangers | H                 | 1–0     | Macari                | 57,422            |
| 26/2/1977 | Vòng 5        | Southampton         | A                 | 2–2     | Macari, Hill          | 29,137            |
| 8/3/1977  | Vòng 5 Đá lại | Southampton         | H                 | 2–1     | J. Greenhoff (2)      | 58,103            |
| 19/3/1977 | Vòng 6        | Aston Villa         | H                 | 2–1     | Houston, Macari       | 57,089            |
| 23/4/1977 | Bán kết       | Leeds United        | N                 | 2–1     | J. Greenhoff, Coppell | 55,000            |
| 21/5/1977 | Chung kết     | Liverpool           | N                 | 2–1     | Pearson, J. Greenhoff | 100,000           |

## League cup
| Ngày       | Vòng                | Đối thủ          | Sân nhà-sân khách | Kết quả | Cầu thủ ghi bàn                              | Số lượng khán giả |
| ---------- | ------------------- | ---------------- | ----------------- | ------- | -------------------------------------------- | ----------------- |
| 1/9/1976   | Vòng 2              | Tranmere Rovers  | H                 | 5–0     | Daly (2), Macari, Pearson, Hill              | 37,586            |
| 22/11/1976 | Vòng 3              | Sunderland       | H                 | 2–2     | Pearson, Clarke (o.g.)                       | 46,170            |
| 4/10/1976  | Vòng 3 Đá lại       | Sunderland       | A                 | 2–2     | B. Greenhoff, Daly (pen.)                    | 46,170            |
| 6/101976   | Vòng 3 Đá lại lần 2 | Sunderland       | H                 | 1–0     | B. Greenhoff                                 | 47,689            |
| 27/10/1976 | Vòng 4              | Newcastle United | H                 | 7–2     | Houston, Hill (3), Pearson, Nicholl, Coppell | 52,002            |
| 1/12/1976  | Vòng 5              | Everton          | H                 | 0–3     |                                              | 57,738            |

## UEFA Cup
| Ngày       | Vòng           | Đối thủ  | Sân nhà-sân khách | Kết quả | Cầu thủ ghi bàn | Số lượng khán giả |
| ---------- | -------------- | -------- | ----------------- | ------- | --------------- | ----------------- |
| 15/91976   | Vòng 1 Lượt đi | Ajax     | A                 | 0–1     |                 | 30,000            |
| 29/9/1976  | Vòng 1 Lượt về | Ajax     | H                 | 2–0     | Macari, McIlroy | 58,918            |
| 20/10/1976 | Vòng 2 Lượt đi | Juventus | H                 | 1–0     | Hill            | 59,021            |
| 3/11/1976  | Vòng 2 Lượt về | Juventus | A                 | 0–3     |                 | 66,632            |

## Thống kê đội hình
| Vị trí | Cầu thủ         | Ngoại hạng Anh | Ngoại hạng Anh | Cúp FA | Cúp FA | Cúp EFL | Cúp EFL | Cúp châu Âu | Cúp châu Âu | Tổng cộng | Tổng cộng |  |
| Vị trí | Cầu thủ         | Trận           | Bàn            | Trận   | Bàn    | Trận    | Bàn     | Trận        | Bàn         | Trận      | Bàn       |  |
| ------ | --------------- | -------------- | -------------- | ------ | ------ | ------- | ------- | ----------- | ----------- | --------- | --------- |  |
| TM     | Paddy Roche     | 2              | 0              | 0      | 0      | 0       | 0       | 0           | 0           | 2         | 0         |  |
| TM     | Alex Stepney    | 40             | 0              | 7      | 0      | 6       | 0       | 4           | 0           | 57        | 0         |  |
| HV     | Arthur Albiston | 14(3)          | 0              | 1      | 0      | 2(2)    | 0       | 2(1)        | 0           | 19(6)     | 0         |  |
| HV     | Martin Buchan   | 33             | 0              | 7      | 0      | 4       | 0       | 2           | 0           | 46        | 0         |  |
| HV     | Alex Forsyth    | 3(1)           | 0              | 0      | 0      | 1       | 0       | 0           | 0           | 4(1)      | 0         |  |
| HV     | Brian Greenhoff | 40             | 3              | 7      | 0      | 6       | 2       | 4           | 0           | 57        | 5         |  |
| HV     | Stewart Houston | 36             | 3              | 6      | 1      | 5       | 1       | 4           | 0           | 51        | 5         |  |
| HV     | Jimmy Nicholl   | 39             | 0              | 7      | 0      | 5       | 1       | 4           | 0           | 55        | 1         |  |
| HV     | Steve Paterson  | 2              | 0              | 0      | 0      | 1       | 0       | 0(2)        | 0           | 3(2)      | 0         |  |
| HV     | Colin Waldron   | 3              | 0              | 0      | 0      | 1       | 0       | 0           | 0           | 4         | 0         |  |
| TV     | Jonathan Clark  | 0(1)           | 0              | 0      | 0      | 0       | 0       | 0           | 0           | 0(1)      | 0         |  |
| TV     | Steve Coppell   | 40             | 6              | 7      | 1      | 5       | 1       | 4           | 0           | 56        | 8         |  |
| TV     | Gerry Daly      | 16(1)          | 4              | 0(1)   | 0      | 6       | 3       | 4           | 0           | 26(2)     | 7         |  |
| TV     | Tommy Jackson   | 2              | 0              | 0      | 0      | 1       | 0       | 0           | 0           | 3         | 0         |  |
| TV     | David McCreery  | 9(16)          | 2              | 0(3)   | 0      | 3(2)    | 0       | 1(3)        | 0           | 13(24)    | 2         |  |
| TV     | Chris McGrath   | 2(4)           | 0              | 0      | 0      | 0(1)    | 0       | 0           | 0           | 2(5)      | 0         |  |
| TV     | Sammy McIlroy   | 39(1)          | 2              | 7      | 0      | 6       | 0       | 4           | 1           | 56(1)     | 3         |  |
| TĐ     | Alan Foggon     | 0(3)           | 0              | 0      | 0      | 0       | 0       | 0           | 0           | 0(3)      | 0         |  |
| TĐ     | Jimmy Greenhoff | 27             | 8              | 7      | 4      | 0       | 0       | 0           | 0           | 34        | 12        |  |
| TĐ     | Gordon Hill     | 38(1)          | 15             | 7      | 2      | 6       | 4       | 4           | 1           | 55(1)     | 22        |  |
| TĐ     | Lou Macari      | 38             | 9              | 7      | 3      | 4       | 1       | 4           | 1           | 53        | 14        |  |
| TĐ     | Stuart Pearson  | 39             | 15             | 7      | 1      | 4       | 3       | 3           | 0           | 53        | 19        |  |
| –      | Phản lưới       | –              | 4              | –      | 0      | –       | 1       | –           | 0           | –         | 5         |  |